# Jörð

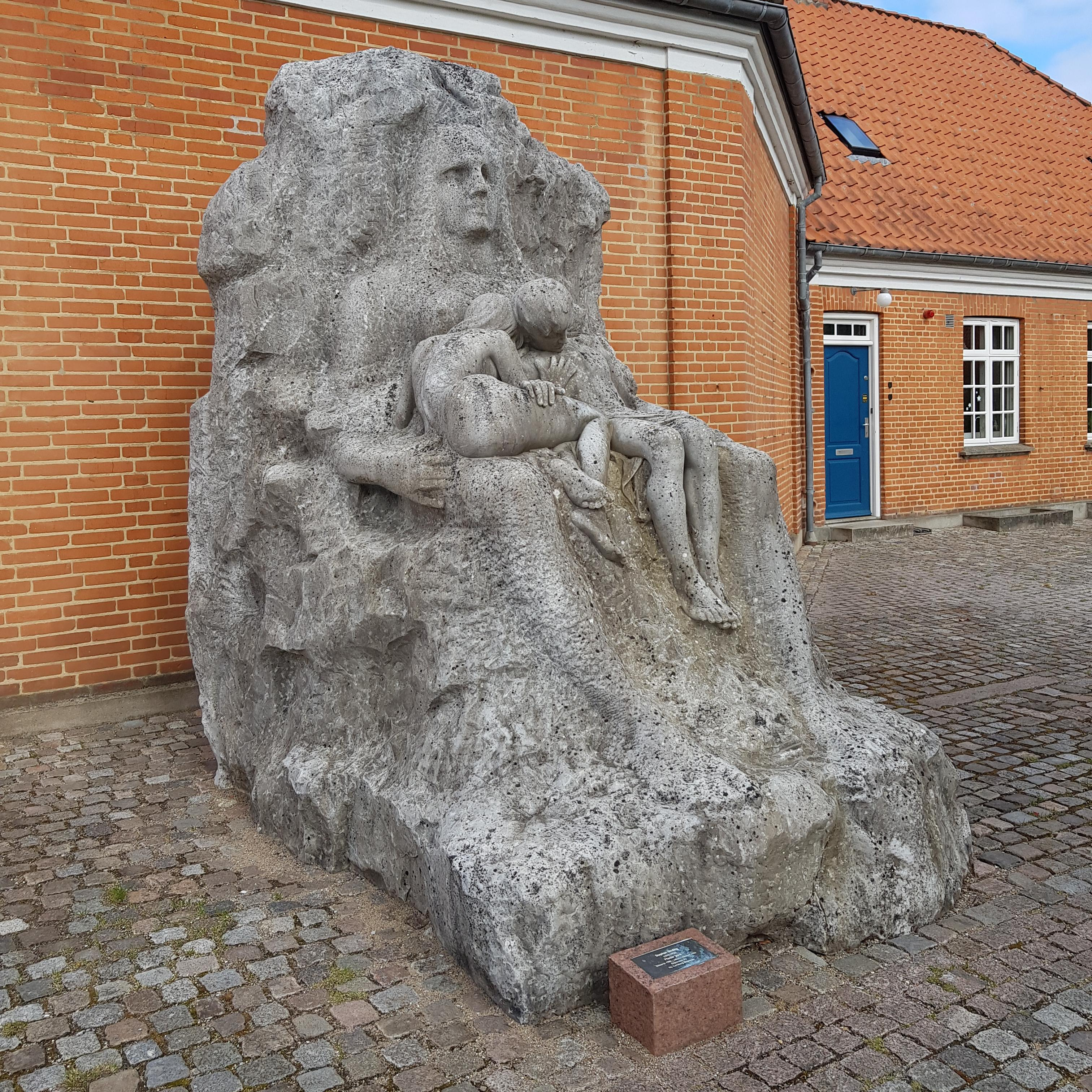
Madre Jörð, escultura ubicada en el Museo de Arte de Vejen, Dinamarca.

Jörð es una jotun, también conocida como Fjörgyn (verdor) y Hlôdyn (corazón), es la madre del dios Thor junto a Odín (Völuspá 48) y de Meili. Es la hija de Annar y Nótt, además de la hermana de Auð y Dagr. Aparte de eso, es esencialmente desconocida. Algunas teorías apuntan que Jord es un apodo de Frigg, esposa de Odín. En la Skáldskaparmál, sin embargo, se la llama rival de Frigg, Gríðr, Rindr y Gunnlod.
Jörð es la palabra de uso común para tierra en nórdico antiguo así como en sus variantes entre los lenguajes escandinavos modernos como el islandés: jörð, feorés: jørð, danés/sueco/noruego: jord.
En El oro del Rin, de Richard Wagner, su nombre es Erda.